# Norris Cole
Norris Cole född 13 oktober 1988 i Dayton, Ohio, är en amerikansk basketspelare som spelar för Shandong Golden Stars i CBA
Norris Cole började på Cleveland State University 2007 och studerade där fram tills att han 2011 blev draftad, som 28:e spelare, av Chicago Bulls.